# モンツアー郡 (ペンシルベニア州)
モンツアー郡（英: Montour County）は、アメリカ合衆国ペンシルベニア州の中央部東に位置する郡である。2010年国勢調査での人口は18,267人であり、2000年の18,236人から0.2%増加した。郡庁所在地はダンビル・ボロ（人口4,699人）であり、同郡で人口最大の町でもある。郡名はアンドリュー・モンツアーに因んで名付けられた。モンツアーはフレンチ・インディアン戦争のときにジョージ・ワシントンに仕えた著名なメティの通訳だった。
モンツアー郡はブルームズバーグ・バーウィック小都市圏に属している。

## 地理

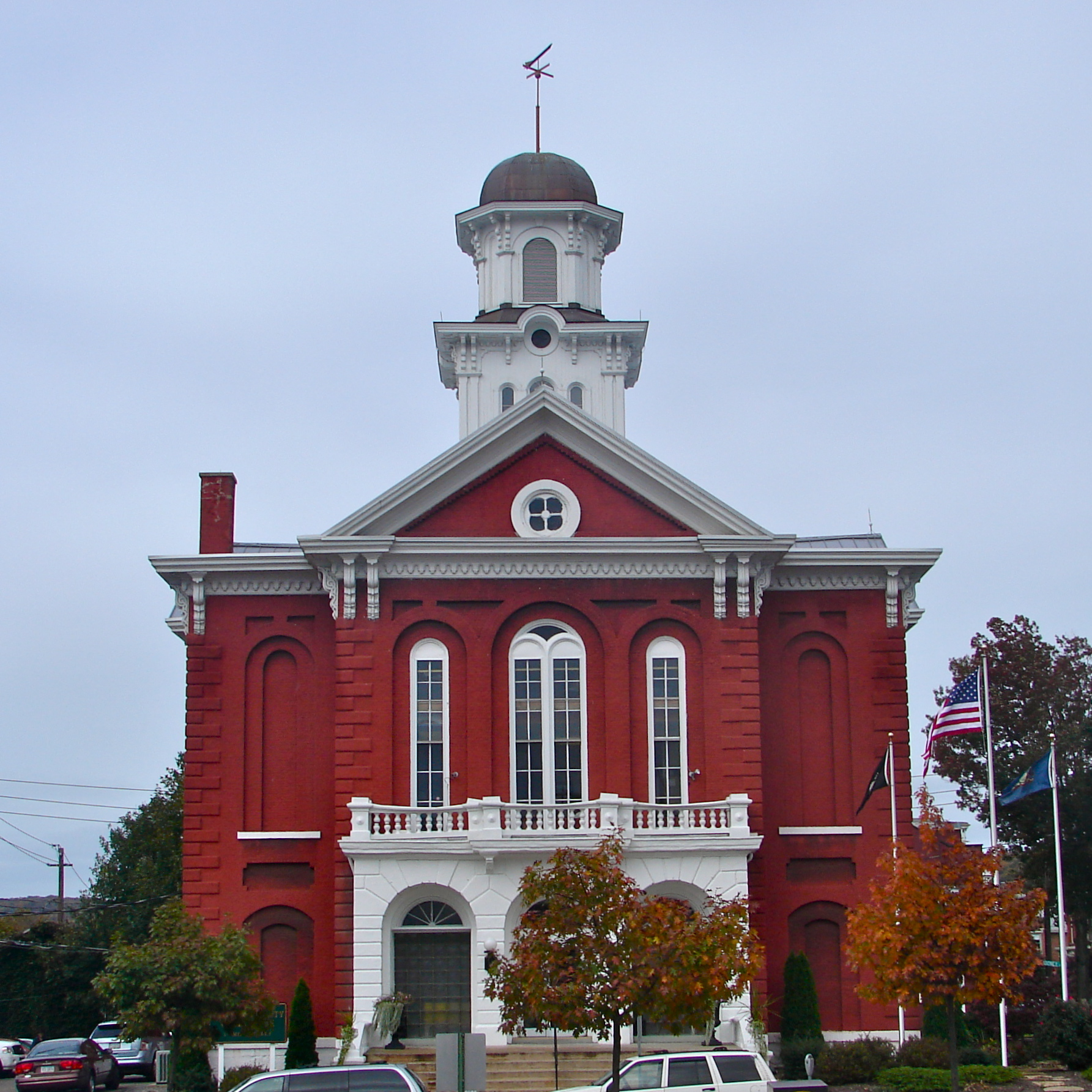
ダンビルにあるモンツアー郡庁舎

アメリカ合衆国国勢調査局に拠れば、郡域全面積は132平方マイル (352 km2)であり、このうち陸地131平方マイル (369 km2)、水域は2平方マイル (4 km2)で水域率は1.17%である。州内で面積最少の郡である。土地の45%は森林である。全域がサスケハナ川流域に入っている。主要河川にはチリスカク・クリークとマホニング・クリークがある。

## 地質
モンツアー郡はアパラチア山脈のリッジ・アンド・バレー地理区分に位置している。領域の65%は排水が良好である。マンシーヒルズが北部にあり、モンツアーリッジが南部のサスケハナ川から遠くない位置にある。モンツアーリッジには標高1,425フィート (434 m) の郡内最高地点もある。最低地点はサスケハナ川沿いの標高440フィート (134 m) である。
郡内の堆積岩は、デボン紀あるいはシルル紀のものである。デボン紀の岩はシルル紀のものより多く見られ、郡域の3分の2を構成している。マンシーヒルズや郡南部の低地に多く見られる。デボン紀の岩はキャッツキル層、マーセラス・シェール、ヘルダーバーグ層、マハンタンゴ層、オリスカニー層、マリーンベッド、オノンダガ層を含んでいる。残り3分の1はシルル紀のものである。モンツアーリッジやワシントンビル北西に隣接ルバレーや丘陵に見られる。ウィリスクリーク層、トノロウェイ層、ブルームズバーグ層、タスカローラ層、クリントングループ、マッケンジー層を含んでいる。
郡内に背斜と向斜が3つある。ホワイトディア背斜、ラッカワナ向斜、ミルトン背斜である。それぞれ郡の北部、中部、モンツアーリッジにある。北東から南西に並んでいる。約2億年前のペルム紀に圧迫と隆起で形成された。更新世にイリノイ氷河がモンツアー郡領域に達したが、ウィスコンシン氷河はその僅か手前で止まった。郡内河川の多くで、特に2つの水流が合流する所で、沖積層がある。これら堆積物は地質年代では比較的新しいものである。
郡内の水資源は主にサスケハナ川からであるが、井戸や泉もある。田園部は井戸に頼っているが、ダンビルはサスケハナ川の水を使っている。シルル紀の岩に掘られた井戸は硬度が高い傾向にあり、陥没穴を形成しやすい。しかし、カイザー、ウィルズクリーク、トノロウェイ層は水を生産するには良好と見られている。

### 主要高規格道路
- 州間高速道路80号線
- ペンシルベニア州道11号線
- ペンシルベニア州道44号線
- ペンシルベニア州道45号線
- ペンシルベニア州道54号線
- ペンシルベニア州道254号線
- ペンシルベニア州道642号線

### 隣接する郡
- ライカミング郡 - 北
- コロンビア郡 - 東
- ノーサンバーランド郡 - 南、西

## 人口動態
以下は2000年国勢調査による人口統計データである。
| 基礎データ - 人口: 18,236人 - 世帯数: 7,085 世帯 - 家族数: 4,817 家族 - 人口密度: 54人/km2（140人/mi2） - 住居数: 7,627 軒 - 住居密度: 23軒/km2（58軒/mi2） 人種別人口構成 - 白人: 96.67% - アフリカン・アメリカン: 1.01% - ネイティブ・アメリカン: 0.07% - アジア人: 1.28% - その他の人種: 0.38% - 混血: 0.59% - ヒスパニック・ラテン系: 0.92% 先祖による構成 - ドイツ系：33.2% - アメリカ人：13.2% - アイルランド系：8.1% - イギリス系：6.6% - イタリア系：5.7% - ポーランド系：5.6% | 年齢別人口構成 - 18歳未満: 24.4% - 18-24歳: 6.4% - 25-44歳: 28.2% - 45-64歳: 24.0% - 65歳以上: 17.1% - 年齢の中央値: 40歳 - 性比（女性100人あたり男性の人口） - 総人口: 90.5 - 18歳以上: 86.0 世帯と家族（対世帯数） - 18歳未満の子供がいる: 30.0% - 結婚・同居している夫婦: 56.3% - 未婚・離婚・死別女性が世帯主: 8.9% - 非家族世帯: 32.0% - 単身世帯: 28.0% - 65歳以上の老人1人暮らし: 12.0% - 平均構成人数 - 世帯: 2.43人 - 家族: 2.98人 |

## 都市と町

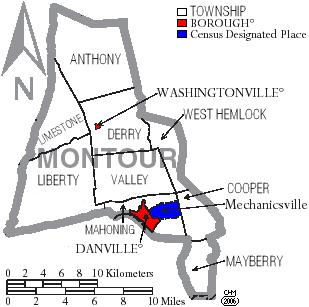
モンツアー郡の自治体、ボロは赤、タウンシップは白、国勢調査指定地域は青

ペンシルベニア州法の下では4種類の自治体がある。市、ボロ、タウンシップ、町である。

### ボロ
- ダンビル - 郡庁所在地
- ワシントンビル

### タウンシップ
- アンソニー
- クーパー
- デリー
- リバティ
- ライムストーン
- マホニング
- メイベリー
- バレー
- ウェストヘムロック

### 国勢調査指定地域
国勢調査指定地域はアメリカ合衆国国勢調査局が人口統計データを取るために設定した地域である。州法の下では実際の司法権が及ぶ範囲ではない。
- メカニクスビル

## 教育

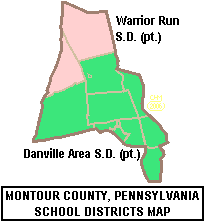
モンツアー郡教育学区の区分図

### 公共教育学区
- ダンビル地域教育学区（一部はノーサンバーランド郡内）
- ウォリアーラン教育学区（一部はノーサンバーランド郡とユニオン郡内）

### 私立学校
2010年4月時点で、ペンシルベニア州教育省に登録される私立学校は次の通りである。
- オルターナティブ教育プログラム - ダンビル
- ブリージーメドウ - ダンビル[9]
- チリスカケバレー教区学校 - ブルームズバーグ
- カウンティライン教区学校 - ダンビル
- クリークサイド学校[10] - ターボットビル
- ダンビル子供開発センター - ダンビル
- ダンビル・メノナイト学校 - ダンビル
- デロング・オルターナティブ教育プログラム - ワシントンビル
- ライムストーン・メノナイト教区学校 - ミルトン
- リッジウェイ・アーミッシュ学校 - ワトソンタウン
- セントキリル幼稚園 - ダンビル
- セントジョセフ学校 - ダンビル
- ラーニングツリー・チャイルドケアセンター LLC - ダンビル

### 図書館
- トマス・ビーバー自由図書館 - ダンビル

## 経済
郡内には約350の農園がある。その大半では牛、豚を飼育し酪製品を生産している。数か所で石灰岩が採掘されている。